# اکسایش لیندگرن
اکسایش یا اکسیداسیون لیندگرن(به انگلیسی: Lindgren oxidation) یک روش انتخابی برای اکسید کردن آلدهیدها به اسیدهای کربوکسیلیک است. این واکنش به افتخار بنگت او. لیندگرن نامگذاری شده‌است.
اکسایش در آب حاوی مخلوط حلال در شرایط کمی اسیدی (PH ۳-۵) با سدیم کلریت به عنوان اکسید کننده انجام می‌شود. برای جلوگیری از واکنش‌های پیچیده اکسایش، هیپوکلریتی که در واکنش تشکیل می‌شود، باید توسط جذب‌کننده‌ها از مخلوط واکنش حذف شود. در نسخه اصلی این واکنش از سولفامیک اسید و رزورسینول استفاده شده‌است. جرج آ. کراوس و همکارانش اولین کسانی بودند که از ۲-متیل-۲-بوتن به عنوان جاذب‌کننده تحت شرایط بافری برای اکسایش یک آلدهید آلیفاتیک و یک آلدهید β,α-غیراشباع استفاده کردند. بعداً ثابت شد که هیدروژن پراکسید نیز برای حذف هیپوکلریت مؤثر است.

## همچنین ببینید
- اکسایش پینیک